# Ocalić od zapomnienia
Ocalić od zapomnienia. Przeboje Marka Grechuty – album kompilacyjny Marka Grechuty i zespołu Anawa wydany w 1990 roku.
Materiał został także wydany na kasetach magnetofonowych – CK1095.
Album wydany na płycie kompaktowej ukazał się w 1991 roku, w nakładzie 50.000 egzemplarzy przez Polskie Nagrania PNCD125. Pierwotnie tłoczenie płyty zlecono Niemcom, ale kontrakt na resztę nakładu wygrali Węgrzy.
Wydanie z próbnym tłoczeniem niemieckim nie trafiło na rynek pierwotny.

## Utwory
1. "Niepewność" – 3:18
2. "Będziesz moją panią" – 1:44
3. "Dni, których nie znamy" – 4:55
4. "Korowód" – 9:59
5. "Ocalić od zapomnienia" – 2:41
6. "Nie dokazuj" – 4:00
7. "Serce" – 4:59
8. "W malinowym chruśniaku" – 1:15
9. "Wiosna, ach to ty" – 3:51
10. "Głos" – 3:36
11. "Miłość drogę zna" – 2:15
12. "Tajemniczy uśmiech" – 2:53
13. "Takiej miłości nam życzę" – 4:16
14. "Tango Anawa" – 2:07
15. "W dzikie wino zaplątani" – 2:55
16. "Twoja postać" – 3:44
17. "Wesele" – 3:19
18. "Świecie nasz" – 5:56
19. "Może usłyszysz wołanie o pomoc" – 5:36